# Our Flag Means Death
Our Flag Means Death è una serie televisiva statunitense creata e prodotta da David Jenkins e distribuita da HBO Max a partire dal 2022.
La serie è ancora inedita in Italia.
Il 1º giugno 2022 è stata confermata una seconda stagione.
Il 9 gennaio 2024 è invece stato annunciato dal produttore che la serie non sarebbe stata rinnovata per una terza stagione conclusiva, e che quindi il progetto si conclude dopo due sole stagioni.

## Trama
La serie è liberamente ispirata alla vita di Stede Bonnet. 1717, epoca d'oro della pirateria: il ricco proprietario terriero Bonnet abbandona la sua vita agiata e la sua famiglia per diventare un pirata, pur non avendo alcuna predisposizione o conoscenza utile allo scopo. Il capitano Bonnet e la sua ciurma disfunzionale navigano a bordo della Revenge, cercando di sopravvivere alle minacce mortali delle navi da guerra della Marina e di altri pirati assetati di sangue. Durante tali disavventure, l'equipaggio si imbatte nel famigerato pirata Edward Teach e nella sua ciurma; in seguito a quest'incontro, tra Bonnet e Teach nasce un profondo legame.

## Episodi
| Stagione         | Episodi | Pubblicazione USA | Prima TV Italia |
| ---------------- | ------- | ----------------- | --------------- |
| Prima stagione   | 10      | 2022              | inedita         |
| Seconda stagione | 8       | 2023              | inedita         |

## Personaggi e interpreti

### Principali
- Stede Bonnet: ricco proprietario terriero delle Barbados, annoiato dalla propria vita familiare, si fa costruire una nave piena di confort e parte per mare per diventare un pirata, pur non avendo alcuna attitudine. Prova repulsione per la violenza, e si autroplocama il "Pirata Gentiluomo". Interpretato da Rhys Darby. Theo Darby interpreta Stede da bambino.
- Nathaniel Buttons: primo ufficiale della Revenge, a cui Stede spesso si rivolge per avere dei consigli; è un uomo anziano e un po' svitato, e ha un amico gabbiano chiamato Karl. Nella seconda stagione, si trasforma lui stesso in un gabbiano. Interpretato da Ewen Bremner.
- Lucius Spriggs: l'unico membro della Revenge, a parte Bonnet, a saper leggere e scrivere, fa da segretario e confidente per Stede. Dichiaratamente gay, ha una relazione aperta con Black Pete. Interpretato da Nathan Foad.
- Oluwande Boodhari: membro della ciurma della Revenge, è molto ragionevole e simpatizza con Stede, che cerca di tenere fuori dai guai; ha un legame speciale con Jim. Interpretato da Samson Kayom
- Jim Jimenez: abile combattente, ha una taglia sulla sua testa per avere ucciso uno dei mariti di Spanish Jackie; grazie all'aiuto dell'amico Oluwande, di cui s'innamora ricambiato, riesce a imbarcarsi sulla Revenge, spacciandosi per muto. Interpretato da Vico Ortiz.
- Wee John Feeney: membro della ciurma della Revenge con la passione per le esplosioni ed il cucito. Interpretato da Kristian Nairn.
- Black Pete: membro della ciurma della Revenge, millanta di aver lavorato per Barbanera, che venera; ha una relazione con Lucius Spriggs, che sposa alla fine della seconda stagione. Interpretato da Matthew Maher.
- Frenchie: musicista della ciurma della Revenge, è anche un abile truffatore. Interpretato da Joel Fry.
- Roach: membro della ciurma della Revenge, ricopre il duplice ruolo di cuoco e di medico di bordo, per via della sua abilità con la mannaia. Interpretato da Samba Schutte.
- Lo Svedese ("the Swede"): membro della ciurma della Revenge dalla personalità mite. Durante la seconda stagione diventa uno dei mariti di Spanish Jackie. Interpretato da Nat Faxon.
- Edward "Ed" Teach / Barbanera: leggendario pirata, da un po' di tempo annoiato dalla monotonia della sua routine. Affascinato da Stede, dopo aver sentito parlare di lui da Izzy si mette alla sua ricerca, e decide di navigare con lui. Interpretato da Taika Waititi.
- Nigel Badminton (stagione 1): capitano della marina britannica che bullizzava Stede quando erano ragazzi, capita per caso sulla 'Revenge', dove viene accidentalmente ucciso da Stede. Interpretato da Rory Kinnear.
- Israel Hands: primo ufficiale della ciurma di Barbanera, per cui ha una folle generazione, tanto da assecondarlo in tutto. Ha un carattere scontroso ed è un ottimo spadaccino. Interpretato da Con O'Neil.
- Fang: forzuto membro della ciurma di Barbanera che lo segue sulla Revenge. Amante occasionale di Lucius. Nella seconda stagione si scopre che il suo vero nome é David. Interpretato da David Fane.
- Ivan (stagione 1): membro della ciurma di Barbanera che lo segue sulla Revenge. Muore off screen nell'intervallo tra la prima e la seconda stagione. Interpretato da Guz Khan.

### Secondari
- Spanish Jackie: famosa e sanguinaria piratessa che ha 19 mariti, gestisce una taverna nella Repubblica dei Pirati. Interpretata da Leslie Jones.
- Geraldo (stagione 1): uno dei mariti di Jackie e barista nella sua locanda nella Repubblica dei pirati. Interpretato da Fred Armisen.
- Mary Allamby-Bonnet (stagione 1): la moglie di Stede e madre dei loro due figli, Alma e Louis, dopo che Stede parte per mare sviluppa un talento come pittrice. Interpretata da Claudia O'Doherty.
- Mr. Bonnet (stagione 1): il padre di Stede, autoritario ed emotivamente aggressivo nei confronti del figlio. Interpretato da Boris McGiver.
- Alma Bonnet (stagione 1): figlia primogenita di Stede e Mary, é un maschiaccio. Interpretata da Eden Grace Redfield.
- Louis Bonnet (stagione 1): figlio minore di Stede e Mary. Interpretato da William Barber-Holler.
- Wellington e Hornberry (stagione 1): ufficiali della marina britannica presi in ostaggio dalla ciurma di Stede. Interpretati da Michael Patrick Crane e Connor Barrett.
- Archie (stagione 2): nuovo membro della ciurma della Revenge, è cresciuta in una setta di allevatori di serpenti. Si innamora, ricambiata, di Jim. Interpretata da Madeleine Sami.
- Zheng Yi Sao (stagione 2): regina dei pirati della Cina, capitano di una ciurma composta di sole donne, e della nave Red Flag. Dapprima avversaria, poi alleata della ciurma della Revenge. Interpretata da Ruibo Quian.
- Zietta (stagione 2): primo ufficiale e navigatore della ciurma di Zheng Yi Sao. Interpretata da Anaprla Polataivao.
- Richard "Ricky Barnes (stagione 2): membro minore della nobiltà britannica, ispirato da Stede intraprende una carriera da pirata. Dopo che un incidente con i pirati lo lascia privo del naso, si arruola in marina e conduce una campagna anti-pirati. Interpretato da Erroll Shand.

Guest
- Geraldo (stagione 1): uno dei mariti di Jackie e barista nella sua locanda nella Repubblica dei pirati. Interpretato da Fred Armisen.
- Mary Allamby-Bonnet (stagione 1): la moglie di Stede e madre dei loro due figli, Alma e Louis, dopo che Stede parte per mare sviluppa un talento come pittrice. Interpretata da Claudia O'Doherty.
- Mr. Bonnet (stagione 1): il padre di Stede, autoritario ed emotivamente aggressivo nei confronti del figlio. Interpretato da Boris McGiver.
- Capo Mabo (stagione 1): capo di una tribù indigena abitante un'isola su cui approda la Revenge. Interpretato da Gary Farmer.
- Antoinette (stagione 1): un'aristocratica francese ospite di un party a cui partecipano Stede e Barbanera;  moglie/sorella di Gabriel. Interpretata da Kristen Schaal.
- Gabriel (stagione 1): un aristocratico francese ospite di un party a cui partecipano Stede e Barbanera, marito/fratello di Antoinette. Interpretato da Nick Kroll.
- Chauncey Badminton (stagione 1): ammiraglio della marina britannica e fratello gemello di Nigel Badminton, dà la caccia a Stede per vendicarne la morte. Interpretato da Rory Kinnear.
- Calico Jack  (stagione 1) :capitano pirata deposto da poco e vecchio amico e amante di Barbanera. Interpretato da Will Arnett.
- Doug (stagione 1) : insegnante di pittura di Mary nonché suo innamorato. Interpretato da Tim Heidecker.
- Evelyn Higgins (stagione 1): una ricca e fiera vedova con una benda su un occhio; buona amica di Mary Bonnet, svolge l'attività di becchino. Interpretata da Kristen Johnston.
- Re Giorgio (stagione 1): interpretato da Angus Sampson.